# Klarithromycin
Klarithromycin je antibiotikum ze skupiny makrolidů příbuzné erythromycinu, s nímž sdílí i podobné spektrum antibakteriálního účinku. Mimo toto sdílené spektrum jsou vůči němu citlivé i kmeny Mycobacterium avium, M. leprae (původce lepry) a některé další atypické mykobakterie.
Mezi jeho hlavní indikace patří léčba bakteriálních infekcí horních i dolních cest dýchacích (zánět hltanu (faryngitida), zánět krčních mandlí (tonzilitida), zánět vedlejších nosních dutin (sinusitida), akutní i chronický zánět průdušek (bronchitida), zápal plic (pneumonie) včetně atypické pneumonie způsobené Chlamydophila pneumoniae). Dále je vhodný k léčbě kožních infekcí (dermatitida), legionelózy (onemocnění jehož původcem jsou bakterie z rodu legionella), žaludečních vředů se zjištěnou přítomností Helicobacter pylori a také lymeské boreliózy.

## Vznik a vývoj
Klarithromycin byl vynalezen v roce 1970 výzkumníky japonské farmaceutické společnosti Taisho Pharmaceutical, a to díky snaze najít variantu erythromycinu, která by byla odolnější v kyselém prostředí zažívacího ústrojí. Tím mělo dojít k lepší snášenlivosti oproti erytromycinu ve smyslu menších žaludečních potíží. Fa Taischo registrovala klarithromycin okolo roku 1980 a v roce 1991 uvedla na japonský trh klarithromycin jako léčivý přípravek pod názvem Clarith. Ve spolupráci s firmou Abbott Laboratories bylo léčivo zaregistrováno a následně v říjnu roku 1991 po schválení FDA (dohledový úřad USA, který schvaluje a kontroluje pohyb léčivých a potravinářských výrobků) uvedeno pod názvem Biaxin na americký trh. Jako generikum se klarithromycin v USA a v Evropě rozšířil v letech 2004 až 2005.

## Mechanismus účinku
Klarithromycin (stejně jako ostatní makrolidová antibiotika) působí inhibicí biosyntézy proteinů citlivé bakterie (viz proteosyntéza). Tím, že se váže uvnitř citlivých bakterií na ribozomální podjednotku 50S, zabraňuje translaci pomocí tRNA jejich peptidů. Fakticky tak dochází k blokování peptidyltransferázy a rovněž k zamezení ribozomální translokace.

### Mechanismus rezistence
Mechanismy rezistence klarithomycinu jsou obdobné jako u ostatních makrolidů. Zahrnují:
- změnu vazebného místa pro antibiotikum, tím, že rezistentní bakterie je schopna vyrobit enzym, který způsobí methylaci zbytkového adeninu na ribozomální RNA, čímž dojde k zamezení vazbě klarithromycinu v ribozomální podjednotce 50S.
- změnu struktury antibiotika
- aktivní vyplavování antibiotika z bakterie

Rezistence může být vyvolána selekčním tlakem, pokud je užívání antibiotika (nejen klarithromycinu) dlouhodobé, nebo může být infekce způsobena kmenem bakterie, který je již geneticky vybaven rezistenčními mechanismy proti makrolidům (tzv. konstituční rezistence). V případě makrolidů hraje aktivní rezistenční roli erm(B) gen.
Mezi klarithromycinem, erythromycinem a azithromycinem existuje úplná zkřížená rezistence, což znamená, že pokud neúčinkuje proti infekci např. erytromycin, nemá smysl ostatní dvě antibiotika nasazovat (vlastně musí být použito antibiotikum z jiné skupiny).
Stafylokoky rezistentní na methicilin a Streptococcus pneumoniae rezistentní na penicilin jsou
rovněž rezistentní na makrolidy jako je klarithromycin.

## Farmakokinetika
Na rozdíl od erytromycinu je klarithromycin stabilní v kyselém prostředí zažívacího ústrojí. K vlastní léčivé látce nemusejí být přidávány pomocné látky, které by zajistily stabilitu v kys. prostředí, což usnadňuje vstřebávání (absorpci). Dobrá tolerance kyselého prostředí se rovněž podílí na dobrém pronikání tohoto antibiotika do bílých krvinek, nazývaných fagocyty. Právě v místě zánětu se fagocyty vyskytují a pomáhají tím, že mj. pohlcují cizorodé mikroorganismy. Klarithromycin tím, že se dobře vstřebává do fagocytů, může skrze jejich putování k postižené tkáni dobře působit v místě zánětu, kde je v rámci fagocytózy uvolňován. Tento farmakokinetický důsledek způsobuje dobré pronikání léčiva do postižených tkání. Koncentrace klarithromycinu v tkáních je desetkrát větší než v plazmě. Nejvyšších koncentrací je dosaženo v plicích a játrech.

## Metabolismus
Klarithromycin podléhá rychlé metabolizaci při prvním průchodu játry (first-pass hepatic metabolism). Ale vzhledem k tomu, že vzniklý metabolit 14-hydroxy klarithromycin vykazuje téměř dvojnásobnou terapeutickou efektivitu a má skoro dvojnásobný vylučovací poločas oproti mateřské látce, nemá výrazný first-pass efekt záporný vliv na účinnost. Eliminace léčiva probíhá cca z jedné třetiny močí a ze dvou třetin stolicí. Biologická dostupnost je 50 %.

## Vedlejší účinky
Mezi nejčastější vedlejší účinky patří potíže spojené se zažívacím ústrojím: bolesti břicha, dyspepsie, průjmy, žaludeční nevolnost, bolesti hlavy, změny vnímání chuti a vůní či kovová pachuť v ústech. Díky potlačení přirozených soutěživých vztahů mezi bakteriemi v dutině ústní, které je obecným důsledkem užívání antibiotik, může dojít v ústní dutině k rozvoji kandidózy nazývané moniliáza. Mezi vzácnější vedlejší účinky patří: závratě, psychiatrické potíže (halucinace, úzkosti, noční můry), organická psychóza (velmi vzácně), snížení počtu leukocytů, vyrážky. Ojediněle byly hlášeny účinky jako žloutenka, jaterní či ledvinové selhání. Ve studii CLARICOR byly nalezena souvislost mezi krátkodobým užíváním klarithromycinu a srdečním selháním s fatálním koncem u pacientů se stabilizovaným srdečním onemocněním, kteří nebyli léčeni přípravky na bázi statinů. Bližší rozpis vedlejších účinků a jejich pravděpodobnostně-frekvenční roztřídění lze najít třeba zde.
Klarithromycin může dát pozitivně falešný výsledek testu na přítomnost kokainu v moči.
Souběžné užívání klarithromycinu s léčivy, které snižují cholesterol a jsou na bázi statinů, může vyvolat svalovou bolest.

## Kontraindikace
Klarithromycin musí být obezřetně dávkován či vyloučen u pacientů, kteří trpí jaterním či ledvinovým onemocněním. Pozornost je třeba v případě srdečních potíží (např. prodloužený QT interval, bradykardie). Rovněž elektrolytová nerovnováha krve (např. nízká hladina sodíku či draslíku v krvi) může být kontraindikací klarithromycinu. Mezi problémy kontraindikace patří i různé nevhodné interakce s jinými léčivy. Každý lékař, který předepisuje dané léčivo by měl znát všechna ostatní léčiva užívaná na předpis i bez něho.
Klarithromycin je téměř vždy kontraindikován u pacientů nemocných HIV, protože může dojít k výrazným interakcím s vybranými virostatiky. Další kontraindikací je těhotenství a alergie na klarithromycin či jiné makrolidy). Společné užívání serotoninového anxiolytika buspiron (např. Buspar) může vyvolat tzv. serotoninový syndrom.
Klarithromycin ve spojení s antiepileptikem karbamazepin, může prudce zvýšit hladinu tohoto antiepileptika v krvi a zesílit jeho vedlejší účinky, mezi které patří zejména dvojité vidění, slabost a nevolnost. Tato kombinace rovněž může snížit hladinu sodíku v séru (hyponatremie). Proto u pacientů s epilepsií, kteří užívají karbamazepin je toto antibiotikum vždy kontraindikováno.

## Obchodní názvy

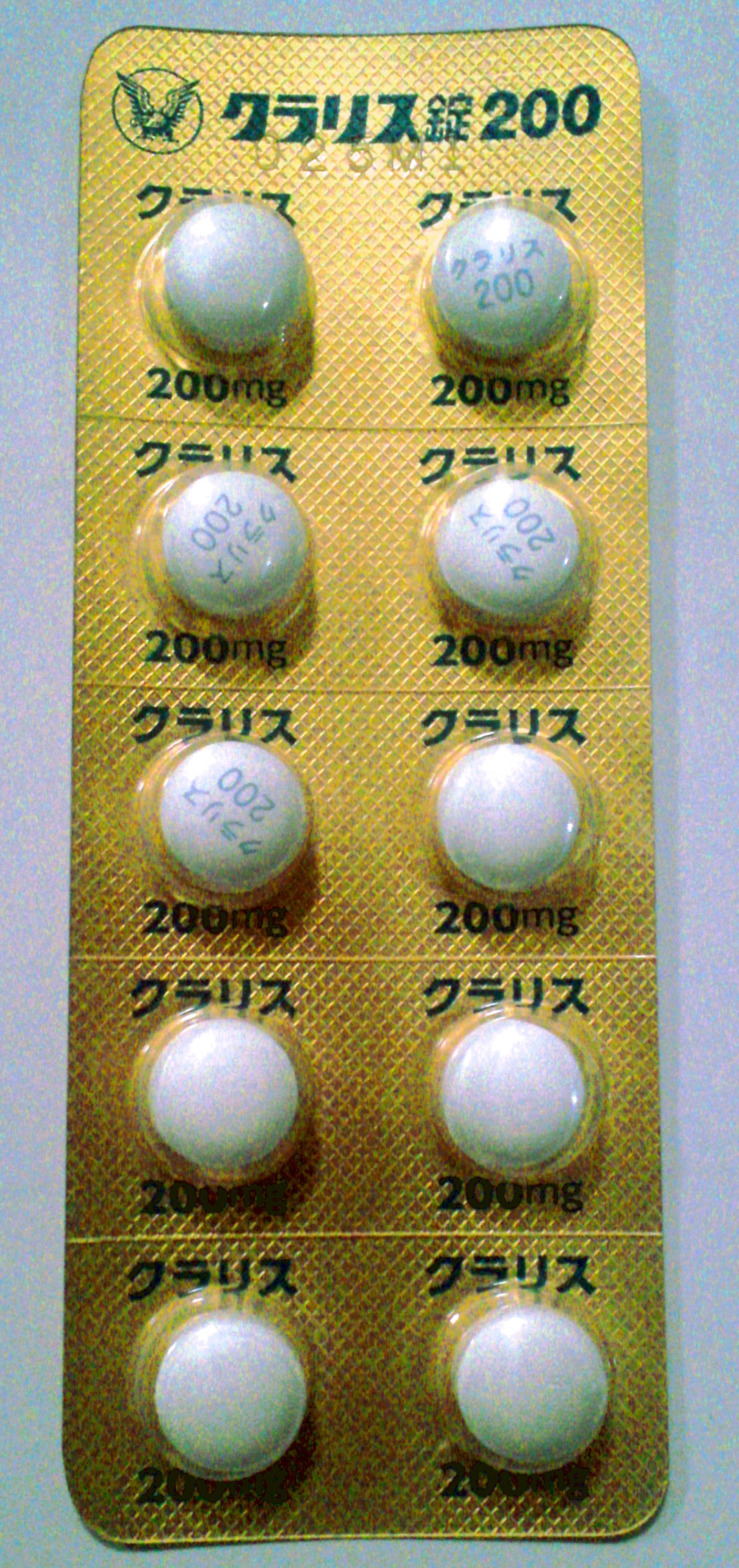

Tučně vybarvené jsou názvy těch přípravků, které jsou dostupné V ČR
- Biaxin
- Clacee
- Clacid
- Clarac
- Clarem
- Claridar
- Clarithromycin – Teva
- Claritt
- Clariwin
- Clarihexal
- Claripen
- Crixan
- Fromilid
- Infex
- Klabax
- Klacid
- Klaram
- Klaricid
- Klaritromycin – Mylan
- Lekoklar
- Ranbaxy
- Resclar
- Vikrol